# Krobnitz
Krobnitz ist eine Ortslage im Ortsteil Meuselwitz der sächsischen Landstadt Reichenbach/O.L. Überregional bekannt ist sie für das Schloss Krobnitz.

## Geographie

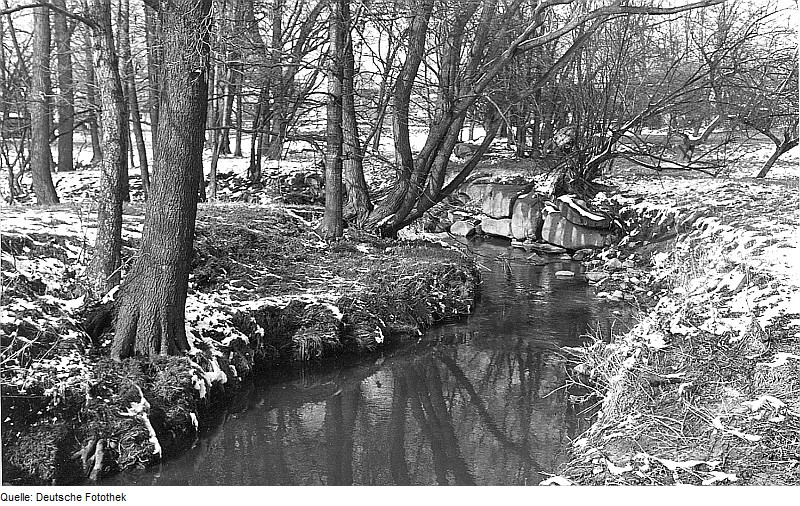
Der Schwarze Schöps vor der Krobnitzer Mühle, 1986

Krobnitz liegt etwa sechs Kilometer nordwestlich des Reichenbacher Stadtzentrums in einem Nebental des Schwarzen Schöps. Umliegende Ortschaften sind von Nordwest bis Nordost die zu Vierkirchen gehörenden Orte Melaune, Döbschütz und Heideberg, sowie die Reichenbacher Ortsteile Dittmannsdorf im Südosten und Meuselwitz direkt südsüdwestlich angrenzend.
Der südlich von Krobnitz liegende Schlosspark geht am rechten Talhang des Schwarzen Schöps allmählig in Laubwald über. Dieser wird gebildet von Hainbuche, Rotbuche, Winterlinde und Stieleiche, vereinzelt auch von Esche und Berg-Ahorn.

## Geschichte

### Ortsgeschichte
Der Ort findet im 14. Jahrhundert indirekt urkundliche Erwähnung. Um 1315 wird ein Peter Crobenus genannt, 1342 ein Heynich Krobin(us). Bei dem Ort handelt es sich um einen erweiterten Rundweiler mit Blockflur. Dies spricht für eine spätmittelalterliche oder frühneuzeitliche Umgestaltung einer ursprünglich sorbischen Siedlung durch deutsche Kolonisten.
Mitte des 16. Jahrhunderts war ein Hans von Döbschütz Besitzer des Ritterguts Krobnitz. Nach mehreren Besitzerwechseln gehörte es seit 1732 Carl Heinrich Wilhelm von Uechtritz, der sich um 1750 darauf ein barockes Herrenhaus errichten ließ.
Nach dem Wiener Kongress (1815) lag Krobnitz in dem Teil der Oberlausitz, der infolge der Teilung des Königreiches Sachsen an Preußen überging. Im Jahr 1873 erwarb der preußische Kriegsminister Albrecht von Roon das Rittergut Krobnitz im Landkreis Görlitz als Alterssitz. Er ließ das Herrenhaus bis 1875 erweitern zum Schlossbau erweitern.
Nach dem Zweiten Weltkrieg wurde der Roon’sche Besitz im Zuge der Bodenreform entschädigungslos enteignet. Das Schloss diente kurzzeitig der Roten Armee, bevor es Unterkunft für Flüchtlinge und Vertriebene wurde. Die auf den Ländereien angesiedelten Neubauern schlossen sich zeitig zu Genossenschaften zusammen. Im Jahr 1960 gab es in Krobnitz drei Landwirtschaftliche Produktionsgenossenschaften („Friedenstal“, „Friedenshöhe“ und „Lehnhäuser“).
Die kleine Gemeinde im Kreis Görlitz-Land wurde 1972 ins benachbarte Meuselwitz eingegliedert, das wiederum am 1. Januar 1994 nach Reichenbach eingemeindet wurde. Kirchlich ist die Einwohnerschaft von Krobnitz seit jeher mit der Meuselwitzer Kirche verbunden.

### Bevölkerungsentwicklung
| Jahr | Einwohner |
| ---- | --------- |
| 1825 | 159       |
| 1871 | 224       |
| 1885 | 190       |
| 1905 | 225       |
| 1925 | 199       |
| 1939 | 181       |
| 1946 | 262       |
| 1950 | 247       |
| 1964 | 209       |
| 2008 | 70        |
| 2012 | 58        |
| 2021 | 60        |

Nach dem sächsischen Landesrezess 1777 hatte Krobnitz 20 Gärtner und 5 Häusler. 
Bei der preußischen Volkszählung 1825 hatte Krobnitz 159 Einwohner, ein halbes Jahrhundert später war die Einwohnerschaft fast um die Hälfte auf 224 angewachsen. Bis zum Zweiten Weltkrieg schwankte die Zahl wiederholt, stieg dann durch Flüchtlinge und vertriebene kurzzeitig auf über 250 an, aber schon 1950 lag die Einwohnerzahl wieder unter 250, 1964 waren es gar noch 209. 
Im Jahr 2008 hatte Krobnitz 70 Einwohner, 2012 waren es noch 58 und 2021 60.

### Ortsname
Der Ortsname ist altsorbischen Ursprungs. Chrobonosy könnte auf einen Spottnamen zurückgehen. Urkundlich überlieferte Formen des Ortsnamens sind neben den Nennungen als Personennamen (Peter Crobenus um 1315 und Heynich Krobin(us) 1342) im Jahr 1447 Crobenis, dann Krobenitz 1538 und Krobnitz 1551. Im Jahr 1753 tauchte auch die Form Grobnitz auf.